# Nahikari Ipiña
Nahikari Ipiña Sadaba (Bilbao, 24 de noviembre de 1977) es una productora de cine español, licenciada en comunicación audiovisual.
Entre los cortometrajes que ha producido se encuentran los internacionalmente aclamados 7:35 de la mañana de Nacho Vigalondo (Nominado a los Oscars de Hollywood), El tren de la bruja de Koldo Serra (Meliés de Oro en 2003) o Snuff 2000 de Borja Crespo.
También ha producido decenas de trabajos nacionales como Pero tu ¿eres tú? No, yo soy su..., Lady Jibia, Pornografía, Choque, Domingo y Cirugía.
Después de haber trabajado en el Departamento de Programación y Contenidos de Quiero Televisión, fue encargada de la programación del Festival Internacional de Cine de Peñíscola entre 2003 y 2005. 
También formó parte del equipo de producción del programa Made in China para Bainet Televisión. Entre sus últimos trabajos se encuentra Los cronocrímenes de Nacho Vigalondo producido por KV Entertainment.
Nahikari Ipiña es una de los miembros fundadores de la productora Arsénico P.C. junto con Nacho Vigalondo, Koldo Serra, Borja Crespo y Borja Cobeaga.